# Liste der Universitäten in Idaho
Liste von Universitäten und Colleges im US-Bundesstaat Idaho, wobei in Klammern jeweils die Zahl der Studierenden im Herbst 2020 angegeben ist: 

## Staatliche Universitäten
- Boise State University in Boise (24.069)
- Idaho State University in Pocatello (11.766)
- University of Idaho in Moscow (10.791), gegründet 1889

## Staatliche Hochschulen
- College of Eastern Idaho in Idaho Falls (1.803)
- College of Southern Idaho in Twin Falls (7.321)
- College of Western Idaho in Nampa (10.200)
- North Idaho College in Coeur d’Alene (4.737)
- Lewis-Clark State College in Lewiston (3.856)

## Private Hochschulen
- Boise Bible College in Boise (101)
- Brigham Young University-Idaho in Rexburg (44.481)
- College of Idaho in Caldwell (1.114), von 1991 bis 2007 Albertson College of Idaho genannt
- Northwest Nazarene University in Nampa (2.109)